# Francalancia (cognome)
Francalancia è un cognome di lingua italiana.

## Varianti
Francalanci, Francalanza.

## Origine e diffusione
Il cognome è tipicamente centro-meridionale.
Potrebbe derivare da un soprannome legato al termine lancia.
La variante Francalanci è toscana.

## Persone
- Cesare Francalancia – calciatore italiano
- Riccardo Francalancia – pittore italiano